# 拉斯古拉

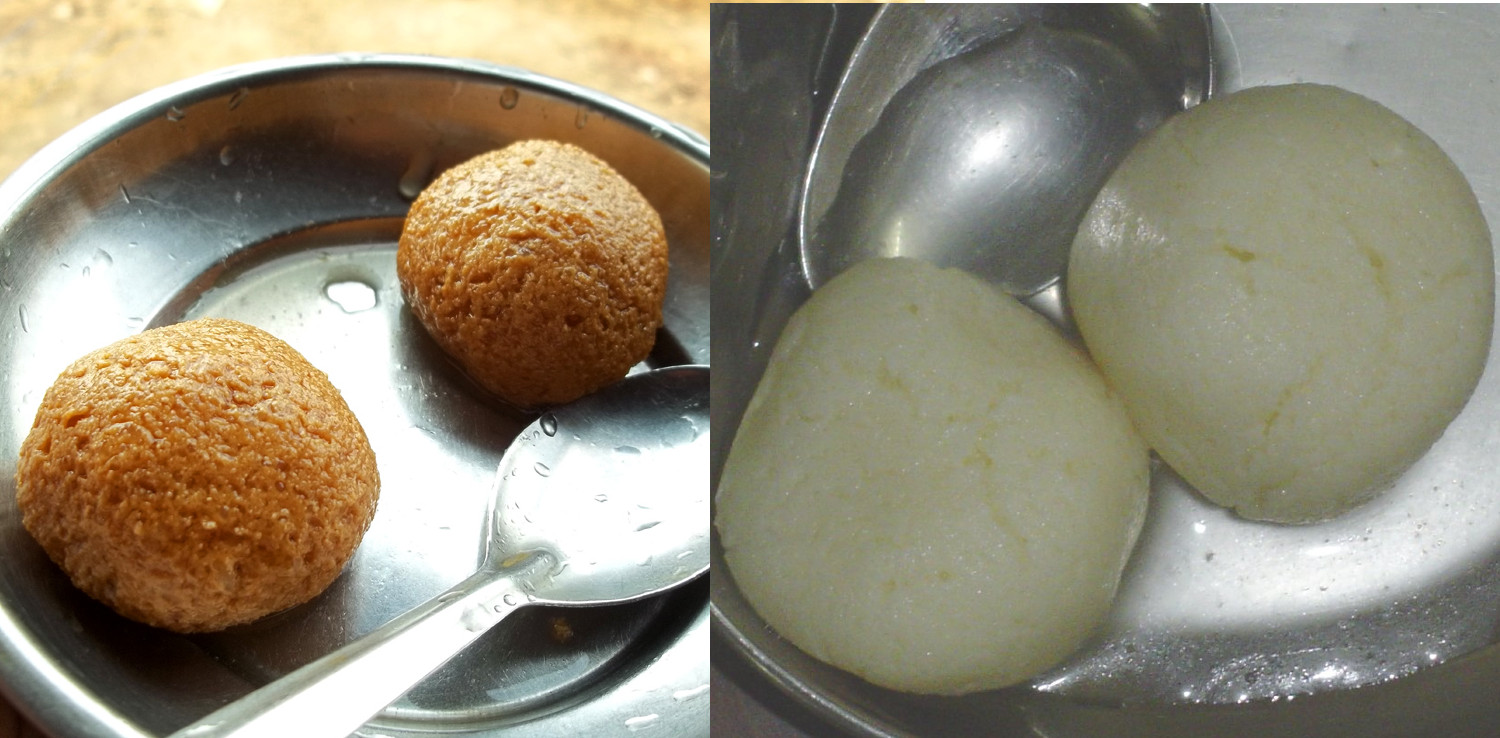
奶豆腐汤圆

拉斯古拉（Rasgulla，在孟加拉拼作 Rosogolla/Roshogolla）是一种流行于印度次大陆的传统点心，通常是以水、牛奶、豆腐、和面粉混合，然后放入糖浆里煮。有些时候还会放入石蜜以使拉斯古拉呈现不同的颜色。